# チャンネルくらら
チャンネルくららは、憲政史研究家倉山満と経済評論家上念司によって2013年に開始されたインターネットテレビである。歴史、政治、経済、国防を主なテーマとして、専門家を交えて番組を制作し、YouTube、Twitter、Facebookなどを通じて配信、情報提供を行っている。

## 番組
| 番組名                          | 配信日 | 出演者）                               |
| ------------------------------- | ------ | -------------------------------------- |
| 村上尚己のマーケットニュース    | 月曜日 | 村上尚己、大橋ひろこ                   |
| 渡瀬裕哉のメディア斬り捨て御免  | 火曜日 | 渡瀬裕哉、内藤陽介                     |
| 内藤陽介の世界を読む            | 水曜日 | 内藤陽介、渡瀬裕哉                     |
| 桜林美佐の国防ニュース最前線    | 土曜日 | 桜林美佐、伊藤俊幸                     |
| 救国シンクタンク                |        | 倉山満、江崎道朗、渡瀬裕哉、中川コージ |
| 陸・海・空 軍人から見たシリーズ |        | 桜林美佐、小川清史、伊藤俊幸、小野田治 |

上記以外にも、特別番組を適時配信している。

## 過去の配信
月刊くらら

皇帝たちの中国

ジョネトラダムスウィークエンド

安達誠司のマーケットニュース

江崎道朗のネットブリーフィング

学び舎の歴史教科書を斬る！

世界の憲法

楽しく学ぼう！シリア現代史

世界と戦った日本人の歴史

バンダと学ぼう！日本の問題

戦後史の闇

みんなで学ぼう！バルカン半島

帝国陸海軍と自衛隊